# 紅色陰癬
紅色陰癬（こうしょくいんせん、erythrasma）は、コリネバクテリウム・ミヌティシマム（Corynebacterium minutissimum）によって引き起こされる皮膚の細菌感染症。
典型的には間擦部や指間部に発症する。
Wood灯で病変を観察すると、赤色に見えることが特徴である。